# Luciano Boggio
Luciano Boggio Albín (Montevideo, 10 marzo 1999) è un calciatore uruguaiano, centrocampista del Nacional.

## Caratteristiche tecniche
È un trequartista.

## Carriera
Cresciuto nel settore giovanile del Defensor Sporting, ha debuttato in prima squadra il 7 aprile 2019 disputando l'incontro di  Primera División Profesional pareggiato 0-0 contro il Boston River.